# Augustin Alexandre
Pour les articles homonymes, voir Alexandre.
Augustin Alexandre est un sculpteur français né à Paris.

## Biographie
Élève de Jouffroy, Alexandre débuta au Salon de 1857 et exposa pour la dernière fois en 1870 ; il habitait alors, 118, rue Notre-Dame-des-Champs.

## Œuvres
- Jeune orpheline. Statue en plâtre. Salon de 1857 (n° 2717).
- Les premières inspirations de Virgile. Statue en plâtre. Salon de 1864 (n° 3419).
- Juste, enfant chrétien, martyrisé à l'âge de 13 ans, sous les empereurs Dioclétien et Maximilien Hercule. Statue en plâtre. Salon de 1870 (n°4237).